# Ibn al-Athîr
Abu al-Hasan Ali 'izz al-Din, né en 1160 à Cizre et mort en 1233 à Mossoul, est un historien arabe,. Son œuvre principale est Al-Kamil fi al-Tarikh (La totalité dans l'histoire, ca. 1231), considérée comme l'un des plus importants livres d'histoire du monde musulman. Il est également l'un des principaux chroniqueurs arabo-musulmans des croisades dont il fut un témoin oculaire, ayant participé à la guerre sainte (djihad) contre la troisième croisade.

## Biographie
Il naquit le 13 mai 1160 à Jazirat Ibn Omar (arabe جزيرة ابن عمر (jazīrat 'ibn ʕumar)), l'actuelle Cizre en Turquie. Il est de la tribu arabe des Banu Shayban, apparentées au Banu Bakr, qui vivaient en haute Mésopotamie. C'est du nom de cette tribu que provient le nom de la ville de Diyarbakir.[réf. nécessaire]
Son père s'est chargé de son enseignement. Il lui a appris le Coran et les rudiments de la lecture et de l'écriture.

Izz al-Din ibn al-Athir s'est déplacé à Mossoul où il a poursuivi ses études. Il a étudié différentes sortes d'études, mais il s'est spécialisé dans l'étude des hadith et de l'histoire. Il est devenu à son époque une référence dans ces deux disciplines : la généalogie des tribus arabes, les biographies des sahaba.

## Œuvres
Il est considéré parmi les plus grands historiens de l'Islam après Tabari. Ses voyages, ses fonctions auprès du gouverneur de Mossoul et ses sorties avec Saladin dans ses expéditions lui ont permis d'accumuler des renseignements importants qu'il a ensuite transcris dans ses œuvres de l'histoire. 

Parmi ses œuvres, on cite :
- Al-Kāmil fī At-tārīkh, ou Histoire Complète (arabe الكامل في التاريخ ('al-kāmil fī 'al-tārīx)). Ce livre est une source de toute première importance pour la première période des Croisades et jusqu'à la chute du Royaume de Jérusalem. Le texte complet en arabe est disponible sur internet[4].
- Al-Tārīkh al-bāhir fī al-Dawlah al-Atābakīyah bi-al-Mawṣil, Histoire de l'État atabeg.
- Usd Al Ghāba fī Ma`rifat As-sahāba, Les lions de la forêt et la connaissance des Compagnons (arabe أسد الغابة في معرفة الصحابة ('usd 'al-ghāba(t) fī maʕrifat 'al-ṣaḥāba(t))), livre biographique citant plus de 7000 compagnons du Prophète.
- Al-Lubāb fī tahdhīb al-ansāb, un livre sur la généalogie.

## Ses frères
Ses deux frères se sont eux aussi distingués, l'aîné comme lettré spécialiste de la tradition et du langage, le cadet comme critique littéraire. Ils ont joué un certain rôle politique, le premier au service d'un prince Zangide de Mossoul, le second de Saladin puis de son fils, Malik al-Afdhal.